# Nessus
Nessus是一款系统弱点扫描与分析软件。

## 历史
1998年，Nessus的創辦人Renaud Deraison展開了一項名為"Nessus"的計畫，其計畫目的是希望能為網際網路社群提供一個免費、威力強大、更新頻繁並簡易使用的遠端系統安全掃瞄程式。2002年時，Renaud與Ron Gula, Jack Huffard創辦了一個名為Tenable Network Security機構。在第三版的Nessus釋出之時，該機構收回了Nessus的版權與程式原始碼（原本為開放原始碼），並註冊了nessus.org成為該機構的網站。目前此機構位於美國馬里蘭州的哥倫比亞。

## 外部連結
- Nessus官方網站（页面存档备份，存于）